# BET Award para Atleta Masculino do Ano
O BET Award para Atleta Masculino do Ano (do original em inglês, BET Award for Sportsman of the Year) é uma das atuais categorias do BET Awards, premiação estabelecida em 2001 para reconhecer destaques do mercado fonográfico e de entretenimento afro-americano. Esta categoria foi apresentada originalmente junto com a estreia da premiação na edição de 2001 e destina-se a premiar atletas do sexo masculino individualmente cuja performance tenha sido de destaque ou inspiradora durante o ano anterior à cada edição específica.

## Vencedores e indicados

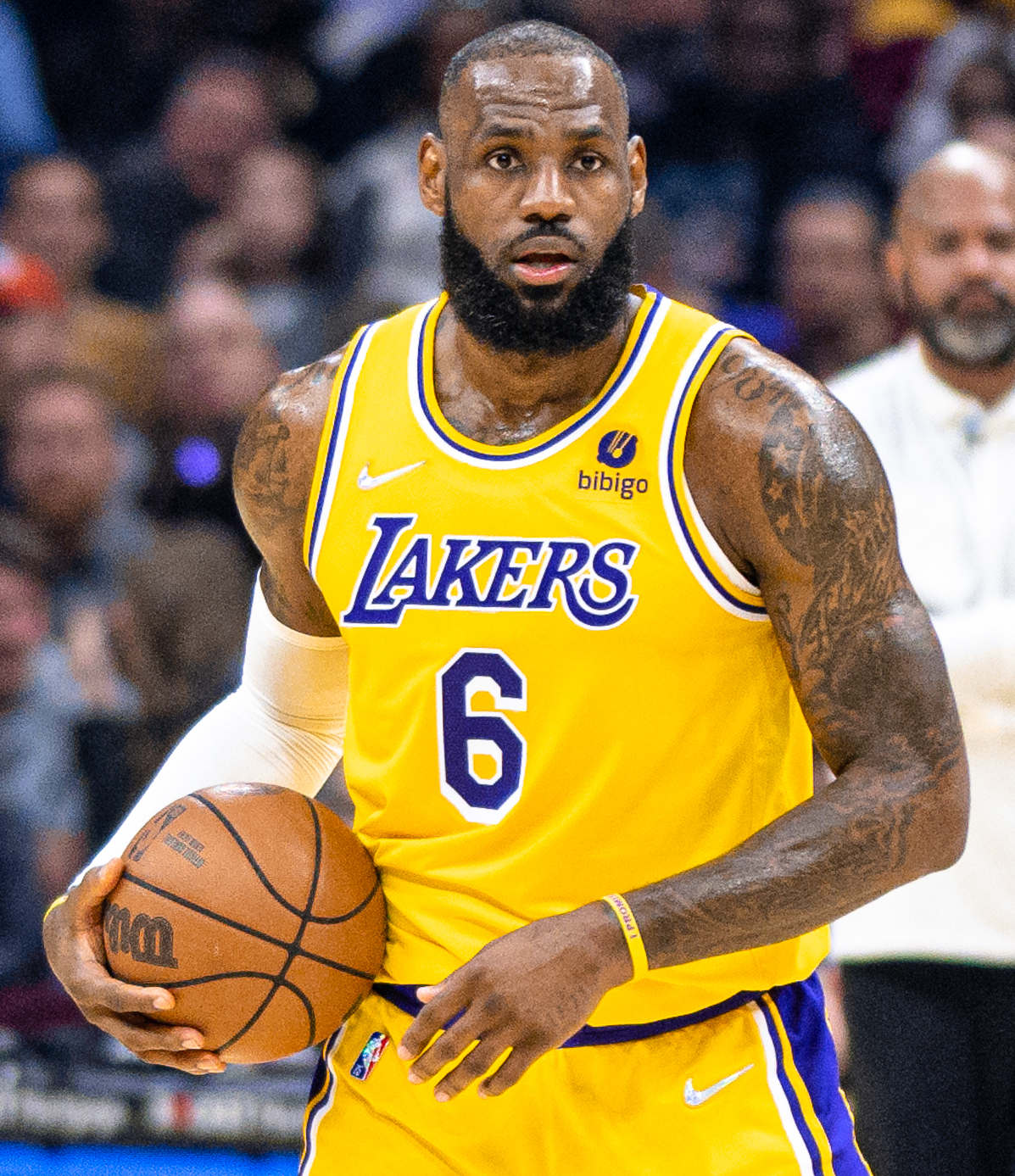
LeBron James é um dos principais nomes da categoria, com 19 indicações e 9 prêmios.

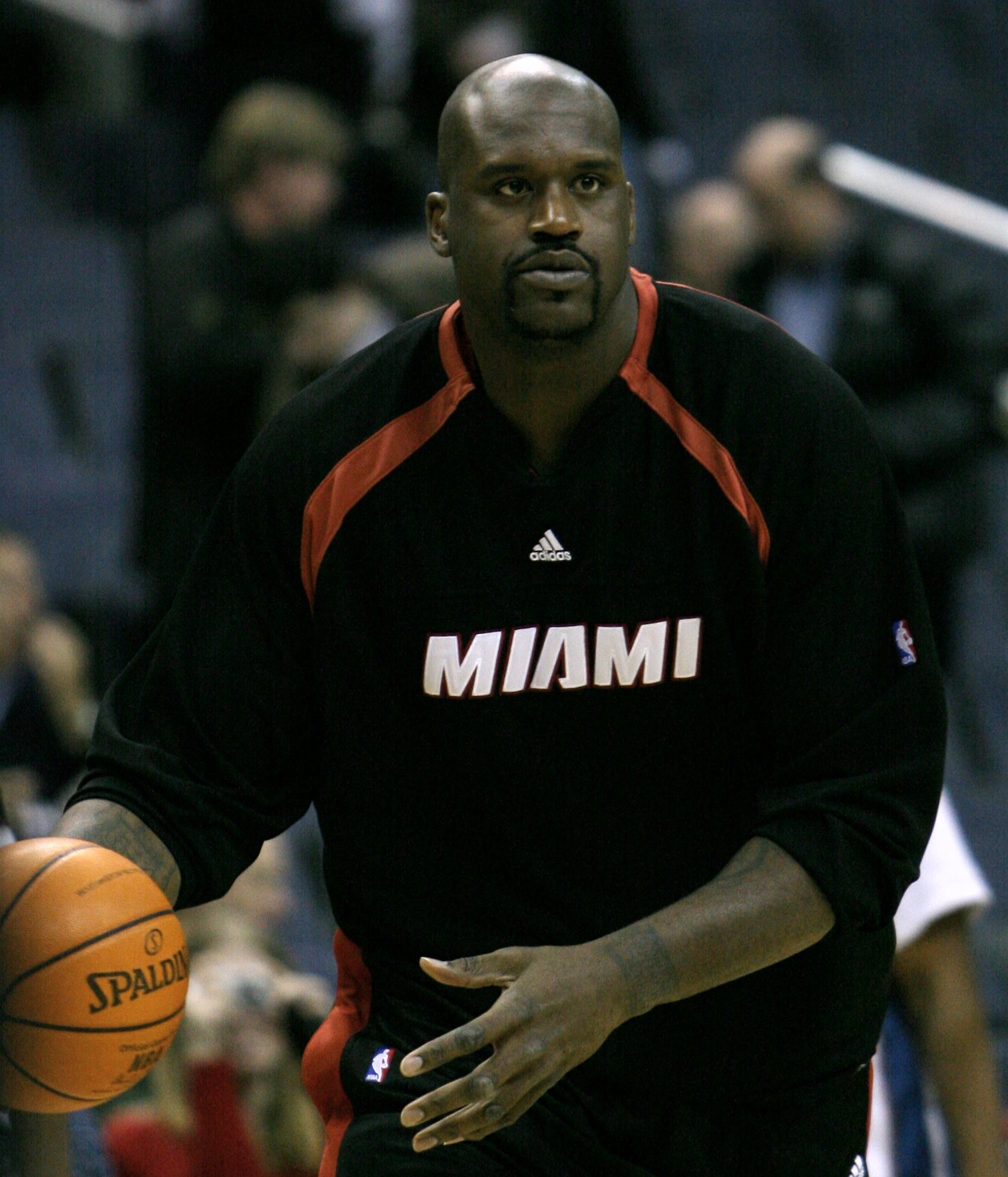
Shaquille O'Neal possui 4 indicações e 1 vitória na categoria.

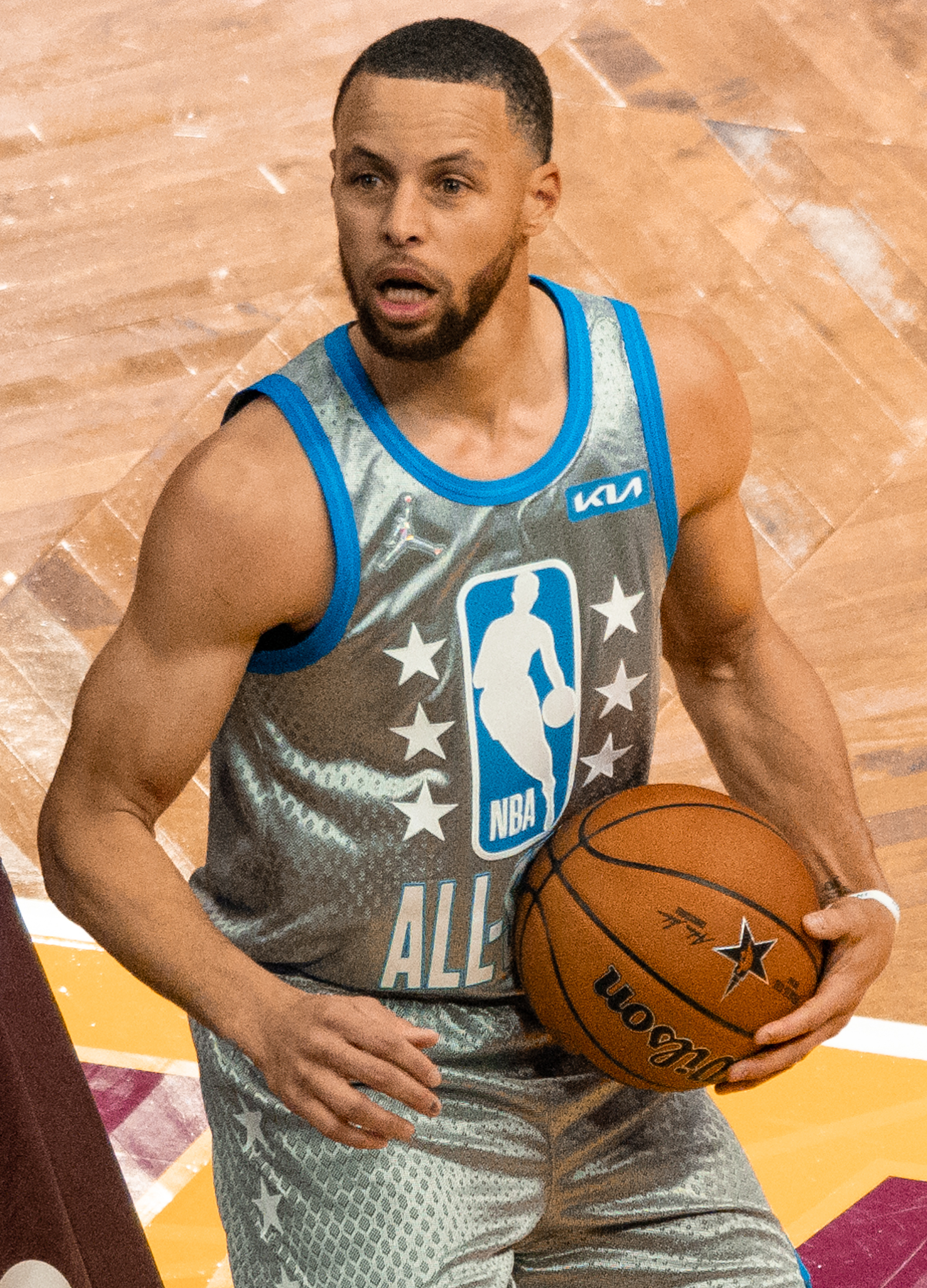
Stephen Curry possui 5 vitórias na categoria, sendo a primeira delas em 2015 e a mais recente em 2022.

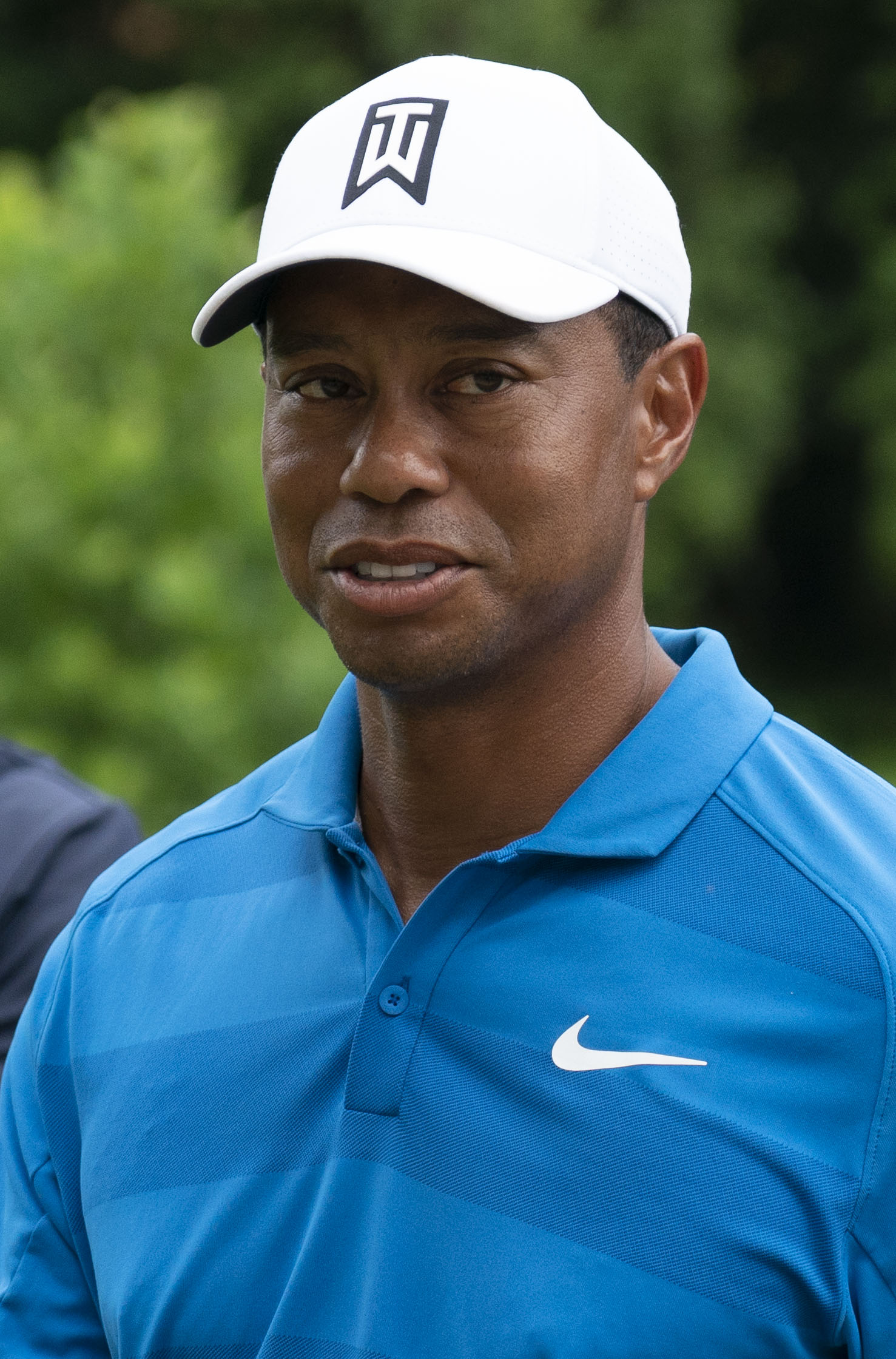
Tiger Woods possui 10 indicações, sendo a primeira delas em 2001 e a mais recente em 2019.

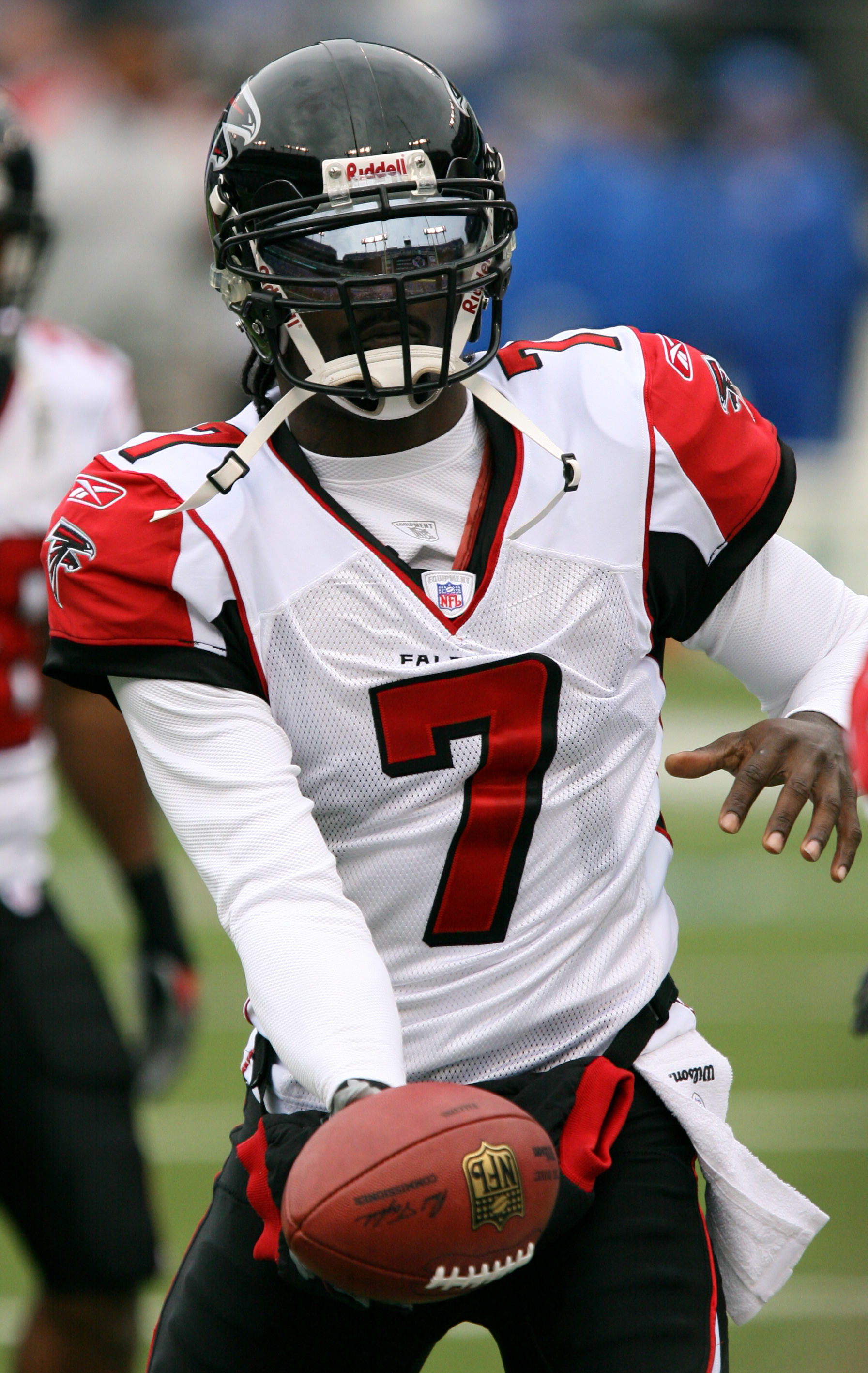
Em 2011, Michael Vick foi o primeiro atleta de futebol a vencer o prêmio.

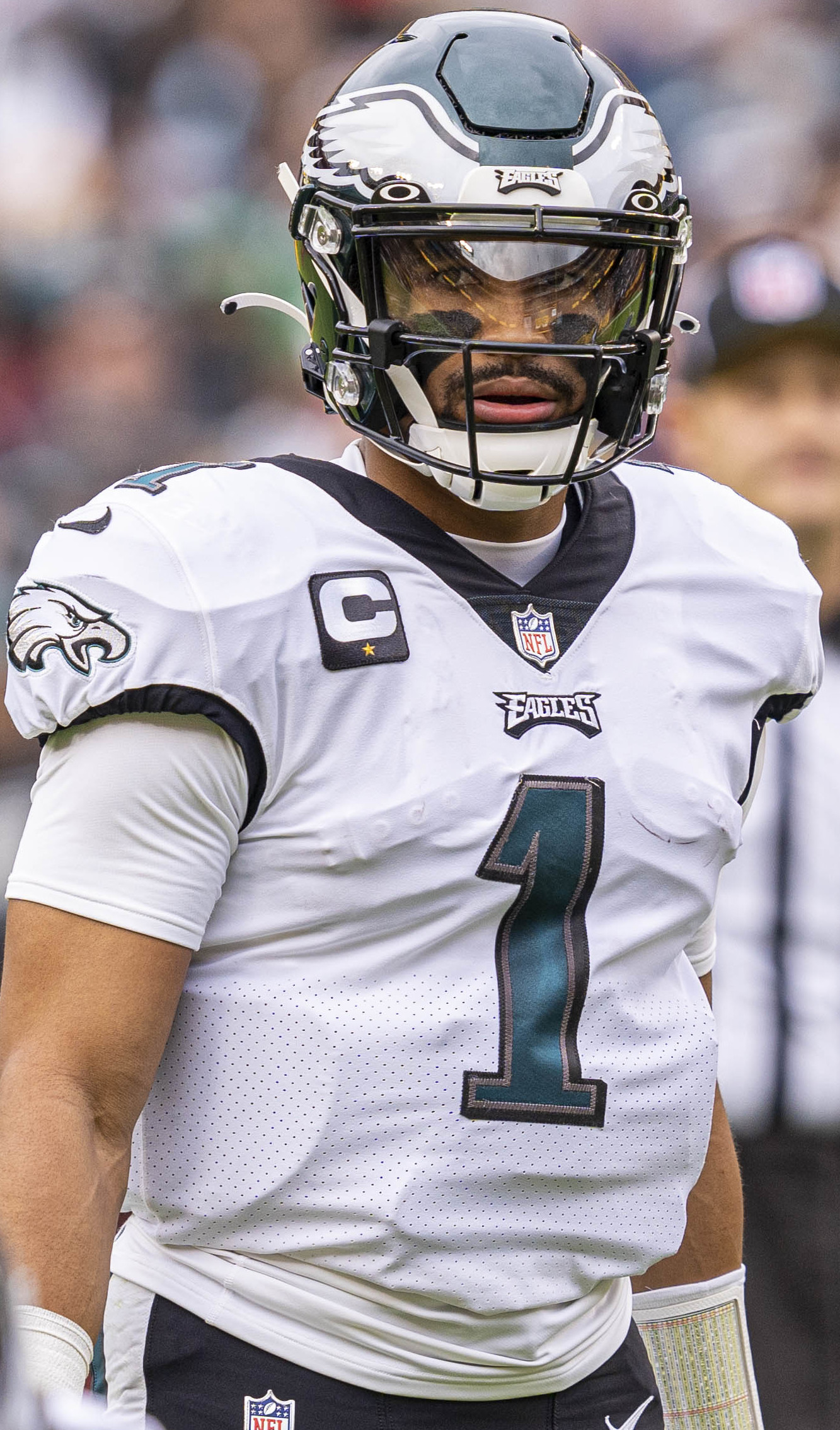
Jalen Hurts, vencedor da categoria em 2023.

| Ano  | Vencedor         | Esporte     | Indicado(s)                                                                                                  | Ref.  |
| ---- | ---------------- | ----------- | --- | ----- |
| 2001 | Allen Iverson    | Basquetebol | - Kobe Bryant - Shaquille O'Neal - Tiger Woods                                                               |       |
| 2002 | Kobe Bryant      | Basquetebol | - Allen Iverson - Derek Jeter - Michael Jordan - Tiger Woods                                                 |       |
| 2003 | Kobe Bryant      | Basquetebol | - Barry Bonds - Allen Iverson - Tracy McGrady - Tiger Woods                                                  |       |
| 2004 | LeBron James     | Basquetebol | - Carmelo Anthony - Barry Bonds - Shaquille O'Neal - Tiger Woods                                             |       |
| 2005 | Shaquille O'Neal | Basquetebol | - Allen Iverson - LeBron James - Donovan McNabb - Tiger Woods                                                |       |
| 2006 | LeBron James     | Basquetebol | - Kobe Bryant - Shaquille O'Neal - Tiger Woods - Vince Young                                                 |       |
| 2007 | LeBron James     | Basquetebol | - Reggie Bush - Floyd Mayweather Jr. - Dwyane Wade - Tiger Woods                                             |       |
| 2008 | Kobe Bryant      | Basquetebol | - LeBron James - Floyd Mayweather Jr. - Chris Paul - Tiger Woods                                             |       |
| 2009 | LeBron James     | Basquetebol | - Kobe Bryant - Reggie Bush - Dwyane Wade - Tiger Woods                                                      |       |
| 2010 | LeBron James     | Basquetebol | - Carmelo Anthony - Usain Bolt - Kobe Bryant - Tiger Woods                                                   |       |
| 2011 | Michael Vick     | Futebol     | - Carmelo Anthony - Kobe Bryant - LeBron James - Derrick Rose                                                |       |
| 2012 | Kevin Durant     | Basquetebol | - Carmelo Anthony - Kobe Bryant - Victor Cruz - LeBron James                                                 |       |
| 2013 | LeBron James     | Basquetebol | - Victor Cruz - Kevin Durant - Robert Griffin III - Ray Lewis                                                |       |
| 2014 | Kevin Durant     | Basquetebol | - Carmelo Anthony - Blake Griffin - LeBron James - Floyd Mayweather Jr.                                      |       |
| 2015 | Stephen Curry    | Basquetebol | - LeBron James - Marshawn Lynch - Floyd Mayweather Jr. - Chris Paul                                          |       |
| 2016 | Stephen Curry    | Basquetebol | - Odell Beckham Jr. - Kobe Bryant - LeBron James - Cam Newton                                                |       |
| 2017 | Stephen Curry    | Basquetebol | - Odell Beckham Jr. - LeBron James - Cam Newton - Russell Westbrook                                          |       |
| 2018 | LeBron James     | Basquetebol | - Dwyane Wade - Odell Beckham Jr. - Stephen Curry - Kevin Durant                                             |       |
| 2019 | Stephen Curry    | Basquetebol | - Kevin Durant - LeBron James - Odell Beckham Jr. - Tiger Woods                                              |       |
| 2020 | Stephen Curry    | Basquetebol | - LeBron James - Giannis Antetokounmpo - Kawhi Leonard - Odell Beckham Jr. - Patrick Mahomes - Stephen Curry |       |
| 2021 | LeBron James     | Basquetebol | - Kyrie Irving - Patrick Mahomes - Russell Westbrook - Russell Wilson - Stephen Curry                        |       |
| 2022 | Stephen Curry    | Basquetebol | - Aaron Donald - Bubba Wallace - Giannis Antetokounmpo - Ja Morant - LeBron James                            |       |
| 2023 | Jalen Hurts      | Futebol     | - Aaron Judge - Bubba Wallace - Gervonta Davis - LeBron James - Patrick Mahomes - Stephen Curry              | [ 3 ] |